# María de Jesús Velarde
María de Jesús Velarde (Santander, España, 9 de abril de 1925 - Galapagar, Comunidad de Madrid, 9 de marzo de 2021) fue una religiosa española fundadora del Instituto religioso apostólico de derecho pontificio «Hijas de Santa María del Corazón de Jesús».

## Biografía
Nacida en Santander, con el nombre de Cristina Ana María Velarde Gil, en el seno de una familia acomodada y profundamente religiosa. Sus padres, Calixto Velarde Gómez y Prudencia Gil de Lamadrid tuvieron cuatro hijos, siendo la menor de todos ellos, Cristina Ana María.
La familia se trasladó a Madrid (1932-1937) y posteriormente a Barcelona, donde Cristina Ana María estudió el Bachillerato, y se licenció a los veintiséis años en la Facultad de Filosofía y Letras de la Universidad de Barcelona, obteniendo Premio Extraordinario (6 de junio de 1951).
Inició su noviciado en la Congregación de las Hijas de Nuestra Señora del Sagrado Corazón, en Sant Cugat del Vallés. Llegó al noviciado con veintiséis años, y allí profesó temporalmente el 25 de agosto de 1953 tomando el nombre religioso de María de Jesús. Tres años después realizó los votos perpetuos.

## Obra Apostólica
En 1954 fundó el colegio El Pinar de Nuestra Señora en Valldoreix (Barcelona), ejerciendo simultáneamente como responsable de la comunidad y directora del centro educativo durante veintisiete años. Posteriormente fundó más colegios en diversas partes del mundo. 
A partir de 1958, con la bendición de Roma, fue desarrollando un nuevo carisma basado en las orientaciones doctrinales de Juan Pablo II y en una dinámica nueva de la misión, con el fin de conservar la espiritualidad y el estilo de vida en la provincia de España. En 1969, siendo Superiora Viceprovincial, redactó los Estatutos de la Provincia Española.  

### Hijas de Santa María del Corazón de Jesús
En 1983, ya como Superiora Provincial y Consejera General del Instituto, fundó el movimiento de oración juvenil Discípulos Orantes y Mariano - Apostólicos de la Redención (DOYMAR) con el fin de responder a la llamada de Juan Pablo II a la juventud. Entre 1993 y 1998 pidió con insistencia a la Santa Sede que la Provincia Española fuese constituida como nuevo Instituto, con una nueva espiritualidad, acción apostólica y vida comunitaria.
El 8 de septiembre de 1998 fundó el Instituto religioso apostólico de derecho pontificio «Hijas de Santa María del Corazón de Jesús». La Santa Sede lo ratificó el 25 de diciembre de ese mismo año, y aprobó sus Constituciones. En el primer Capítulo General que se celebró, quedó elegida, por unanimidad, como Madre General del nuevo Instituto. Todos los institutos tienen como misión: "Hacer amar al Corazón de Jesús en todas partes". La madre María de Jesús fundó personalmente 39 de las 41 Comunidades que existían en 2021.
Viajó a Guatemala en dos ocasiones (1977 y 1993), con el fin de fundar una Misión de las Hijas del Sagrado Corazón de Jesús. La fundación se llevó a cabo en 1993.
Falleció en la madrugada del 9 de marzo en la Casa General de Monte del Gozo, tras haber sufrido durante sus últimos años diversas limitaciones y enfermedades.